# Santiago Cirugeda
Santiago Cirugeda, född 15 juli 1971 i Sevilla i Spanien, är en spansk arkitekt, som grundat arkitektbyrån Recetas Urbanas i Sevilla i Spanien.
Santiago Cirugeda utbildade sig till arkitekt på Universidad Internacional de Cataluña (UIC Barcelona) i Barcelona. Han började arbeta som arkitekt i egen regi 1995 och grundade 2003 Recetas Urbanas.  Han har arbetat med socialt inriktade projekt, ofta på offentlig mark och oanvända tomter i gränslandet mellan legal och illegal bebyggelse.
Han deltog i Göteborgs Internationella Konstbiennal 2015 med verket House of Words, en tillfällig påbyggnad av konsthallen Röda sten.
Santiago Cirugeda fick 2020, tillsammans med bland andra den franske arkitekten Patrick Bouchain, "Premio Artista Comprometido" för samhällsengagerad konst. Det delades ut av den spanska kulturstiftelsen "Fundación Daniel y Nina Carasso".

## Verk i urval
- Centro sociocomunitario Cañada Real Galiana i Canada Real i Madrid i Spanien, 2018–2019
- Utelektionssalen och lekrummet "Näsan i blöt, Jubileumsparken i Göteborg, 2019[5]